# Terrazzamento

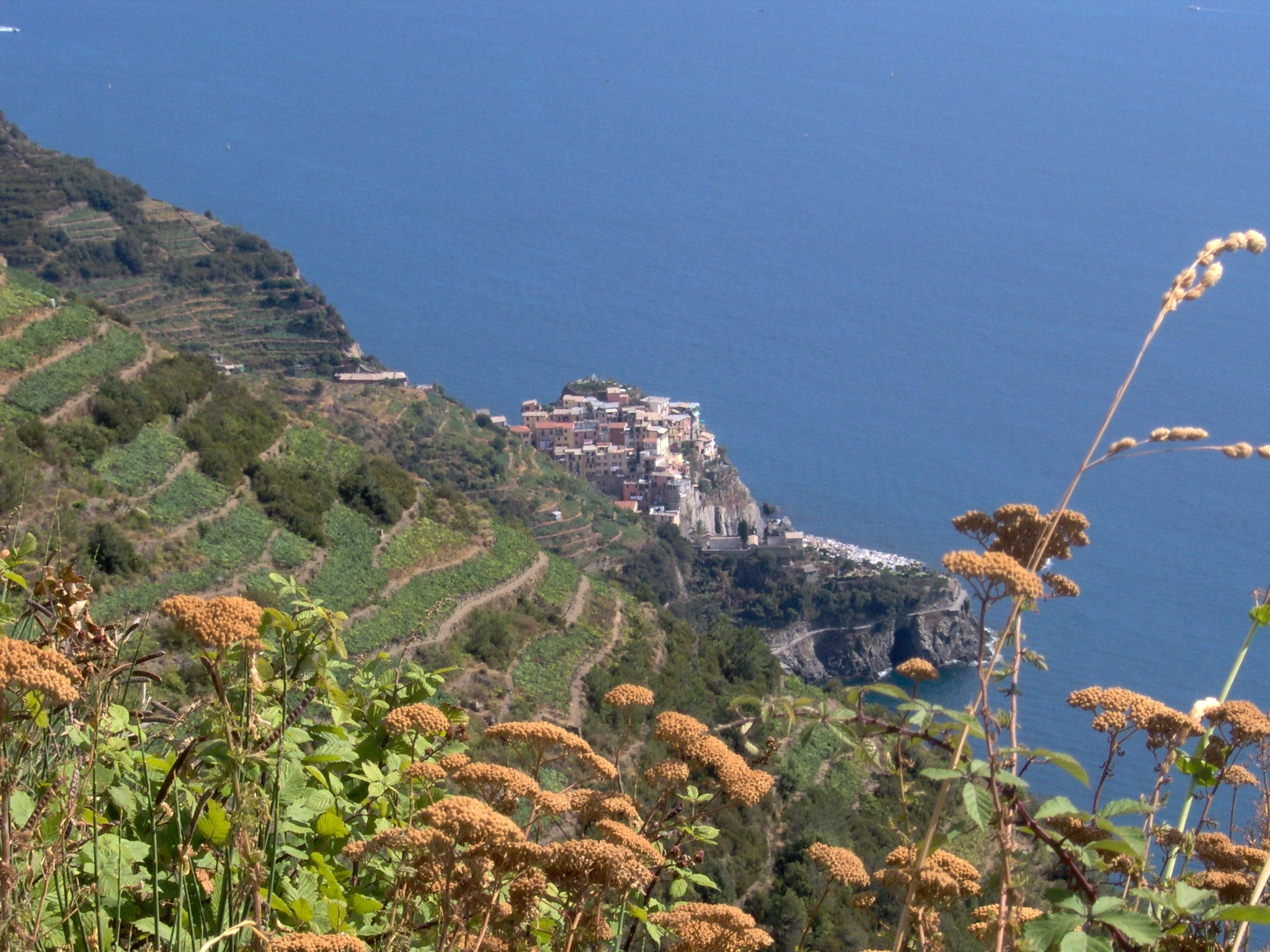
I terrazzamenti delle Cinque Terre. Sullo sfondo Manarola.

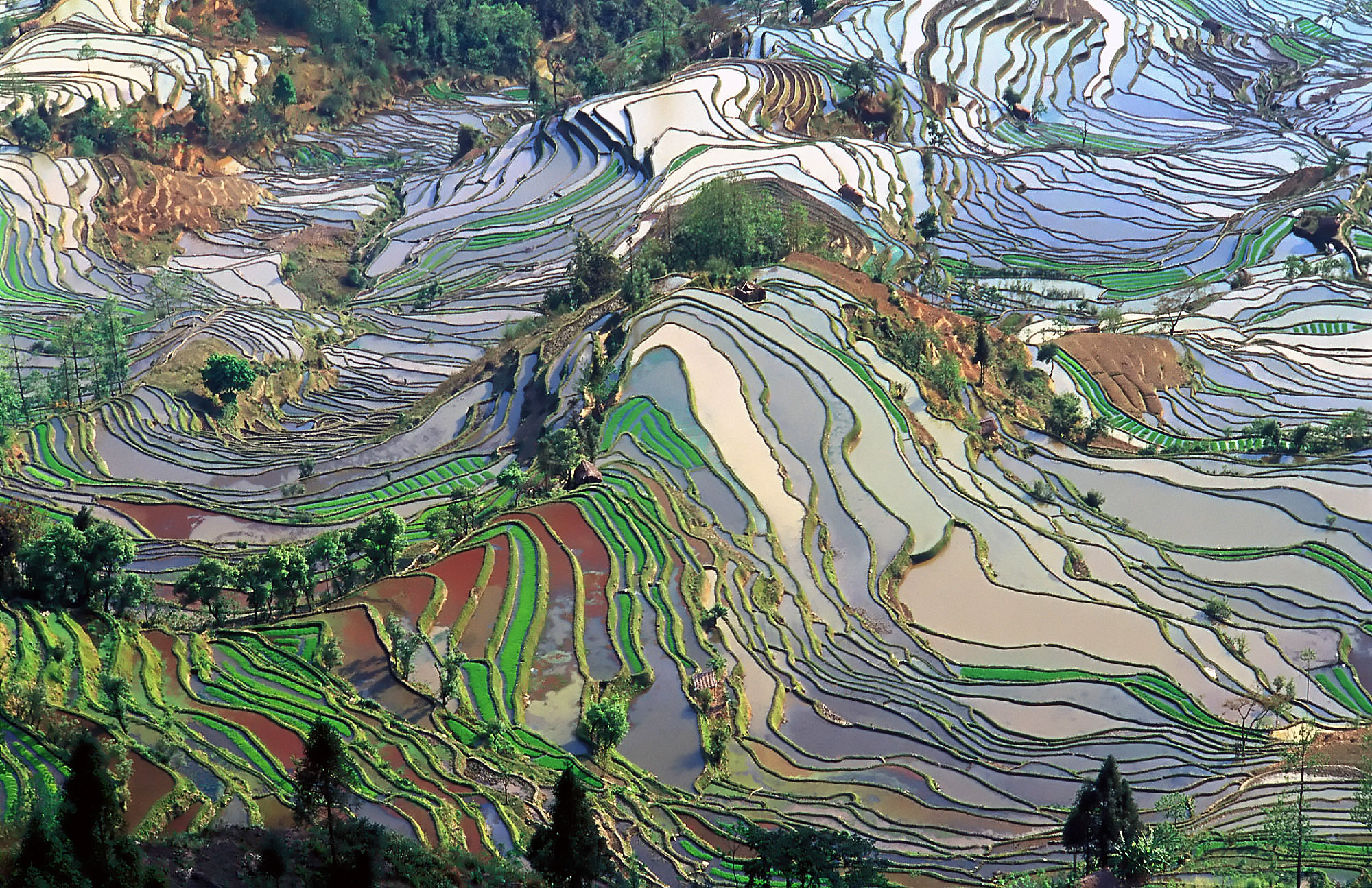
Terrazzamenti per la coltivazione del riso, provincia dello Yunnan, Cina

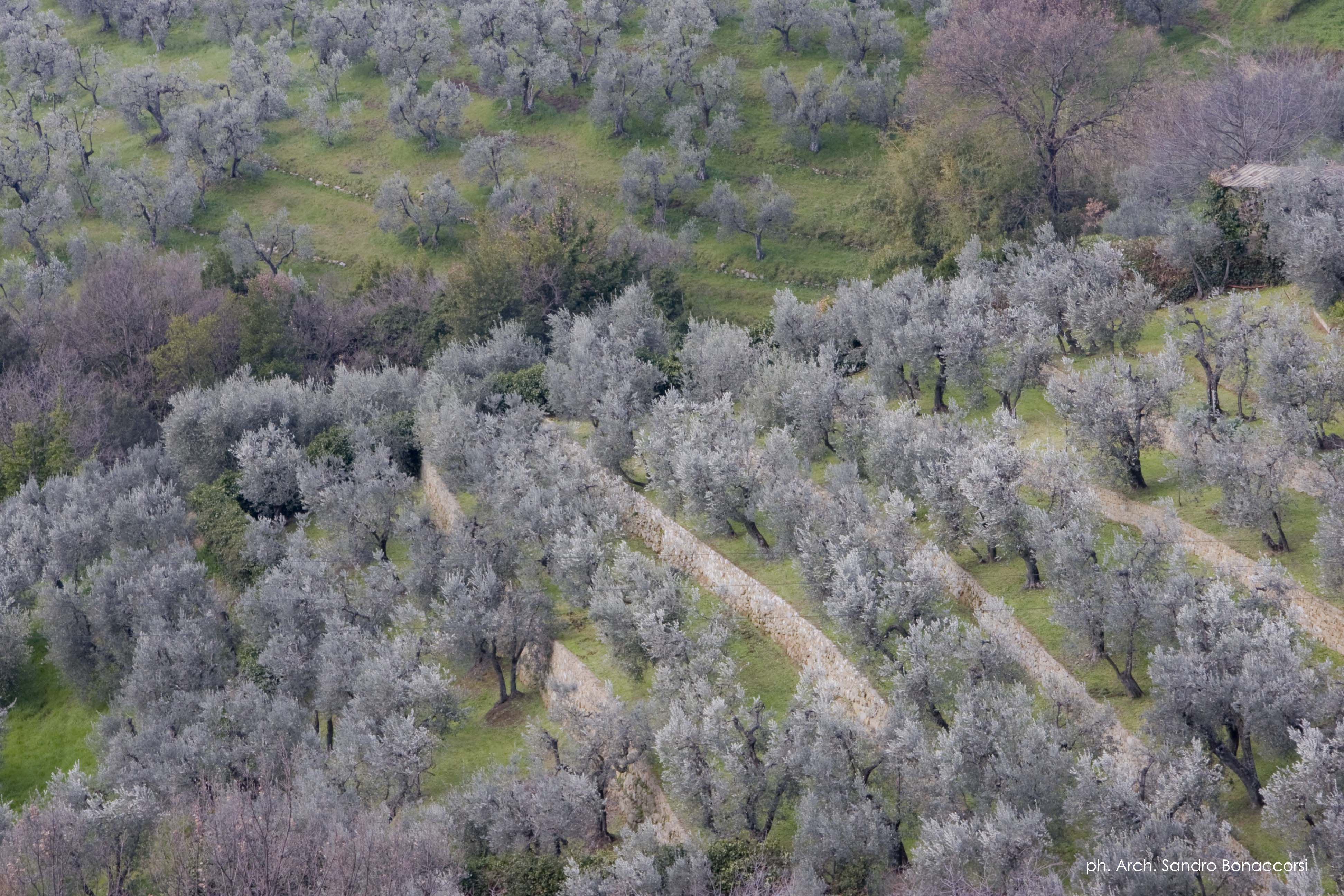
Terrazzamenti del Montalbano presso Lamporecchio

Il terrazzamento o coltivazione a terrazza, noti anche come fasce, ronchi o gradoni, sono una soluzione adottata in agricoltura per rendere coltivabili territori di particolare e accentuata pendenza, oppure in urbanistica per rendere adatto alla costruzione di edifici, piazze o strade un terreno scosceso.
Sono adottati in molte località collinari o montuose fin dal Cinquecento in Trentino, Veneto, Friuli - Venezia Giulia, Piemonte, Lombardia e Liguria (regione costretta - nel suo sviluppo ad arco - tra il Mar Ligure ed i monti delle Alpi e dell'Appennino). Utilizzati al massimo nei pressi di Amalfi.

## Costruzione
I terrazzamenti sono ricavati in zone ripide collinari o montane, con muri di pietra costruiti a secco e poggiati sulla roccia viva, che sostengono il terreno coltivato formando una sorta di scalino che segue le curve altimetriche.
In questo modo anche le colline più ripide diventano utilizzabili per le coltivazioni, specialmente dell'olivo e della vite (specie nella costiera amalfitana e nelle Cinque Terre) ,  ma anche per piccoli orti.
Come tante altre attività artigianali e contadine, nei tempi più recenti è andata perdendosi l'arte di costruzione dei muri a secco ed anche l'attività di manutenzione degli stessi, non più continua ma saltuaria, con un conseguente e progressivo abbandono delle zone rese coltivabili con questa tecnica.

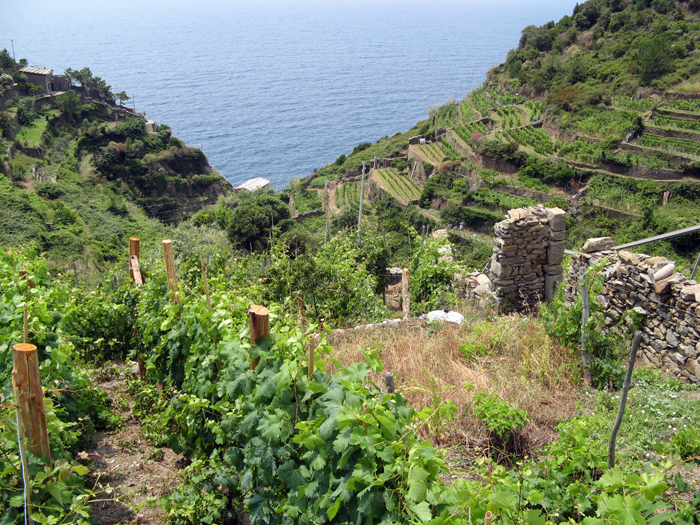
Terrazzamenti alle Cinque Terre

Lo stesso sta accadendo anche in altre zone d'Italia dove i terrazzamenti erano diffusi e anche dove si erano affermate altre forme di sistemazioni di colle. Sul vicentino, in particolare nel Canale di Brenta da qualche anno si sta cercando di salvaguardare i terrazzamenti esistenti (ormai invasi dal bosco), con un'iniziativa atta a supportarne la manutenzione.
Fa eccezione la costa d'Amalfi dove la pressoché totalità delle zone coltivate, e non, è costituita da terrazzamenti.

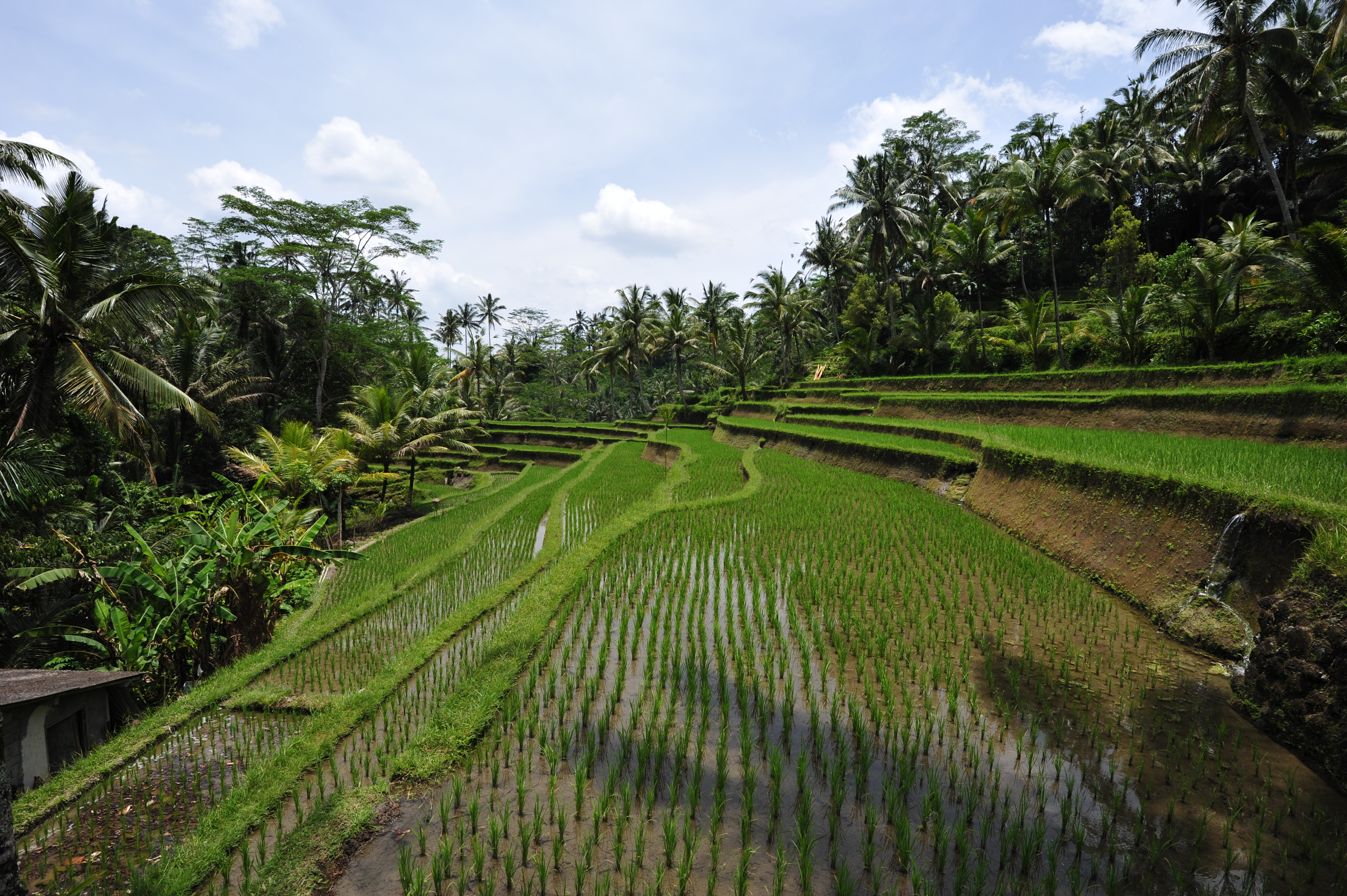
Risaie a Bali, in Indonesia
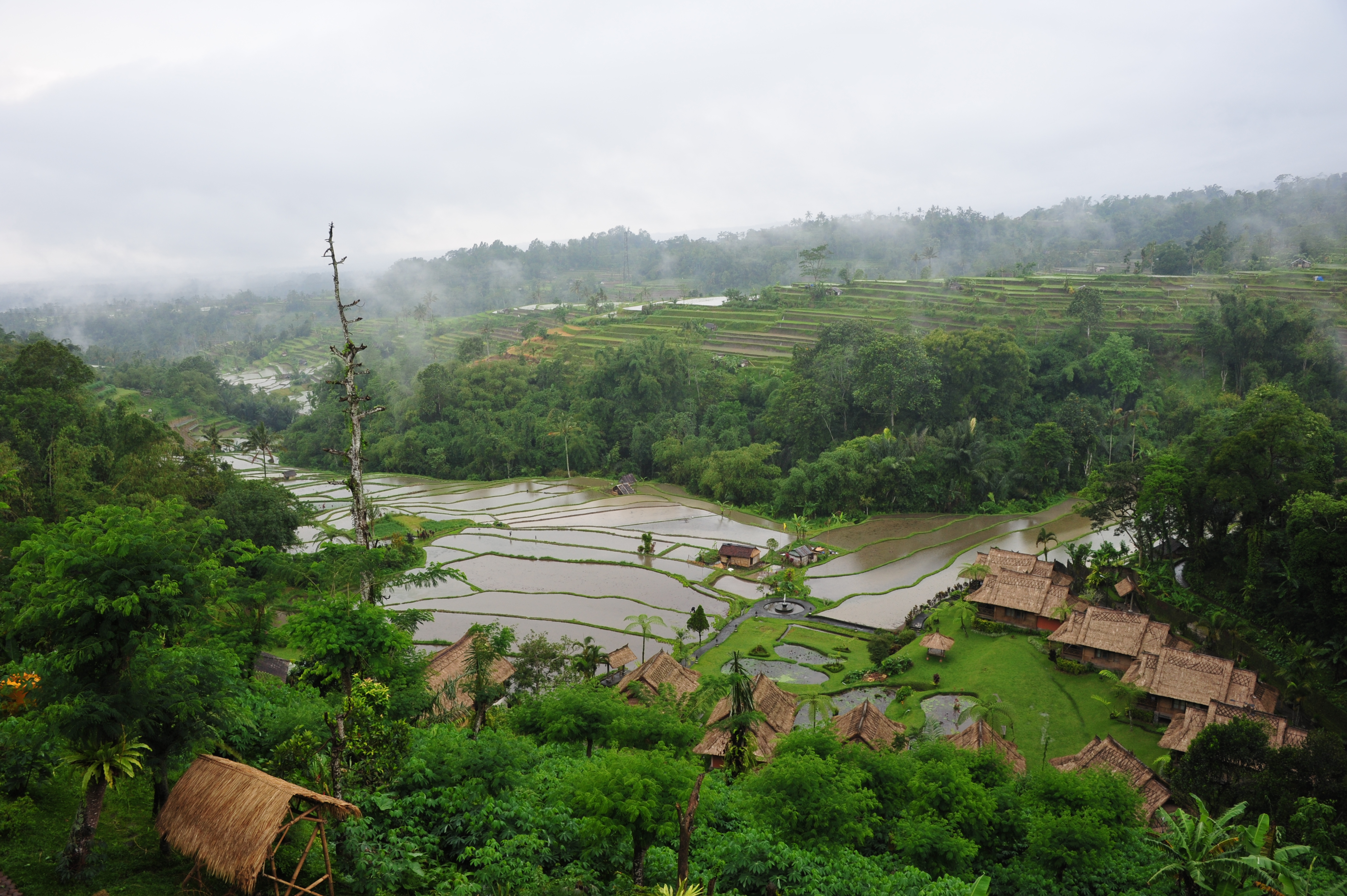
Altre risaie a Bali
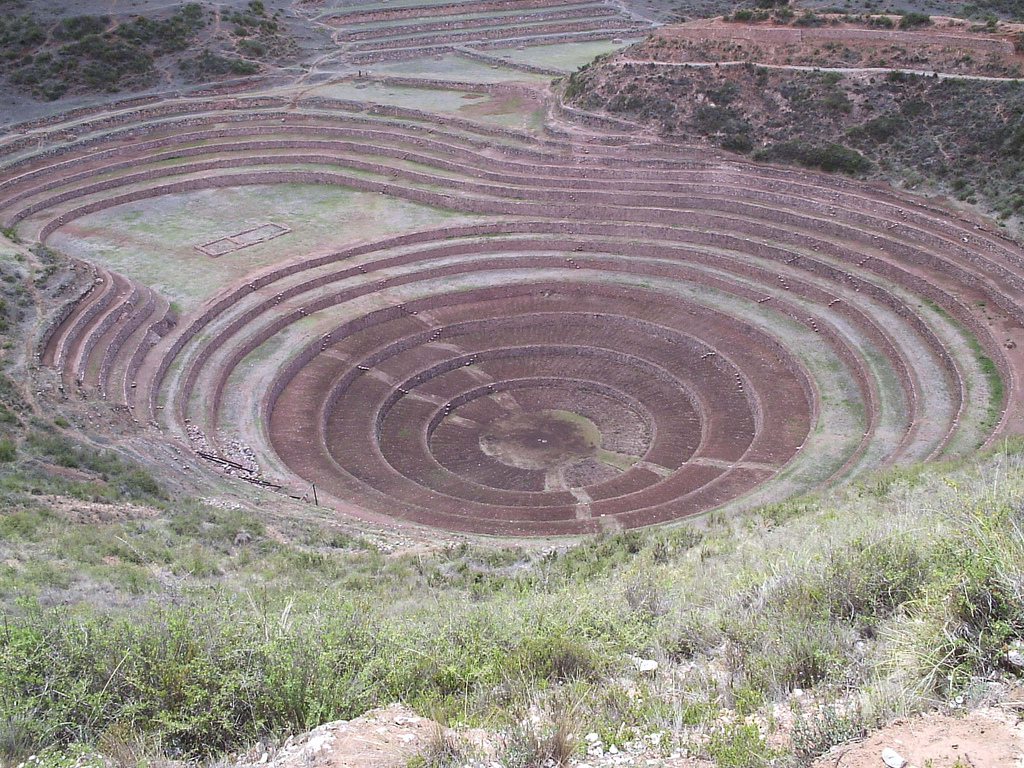
Terrazzamenti circolari nel sito archeologico di Moray, in Perù
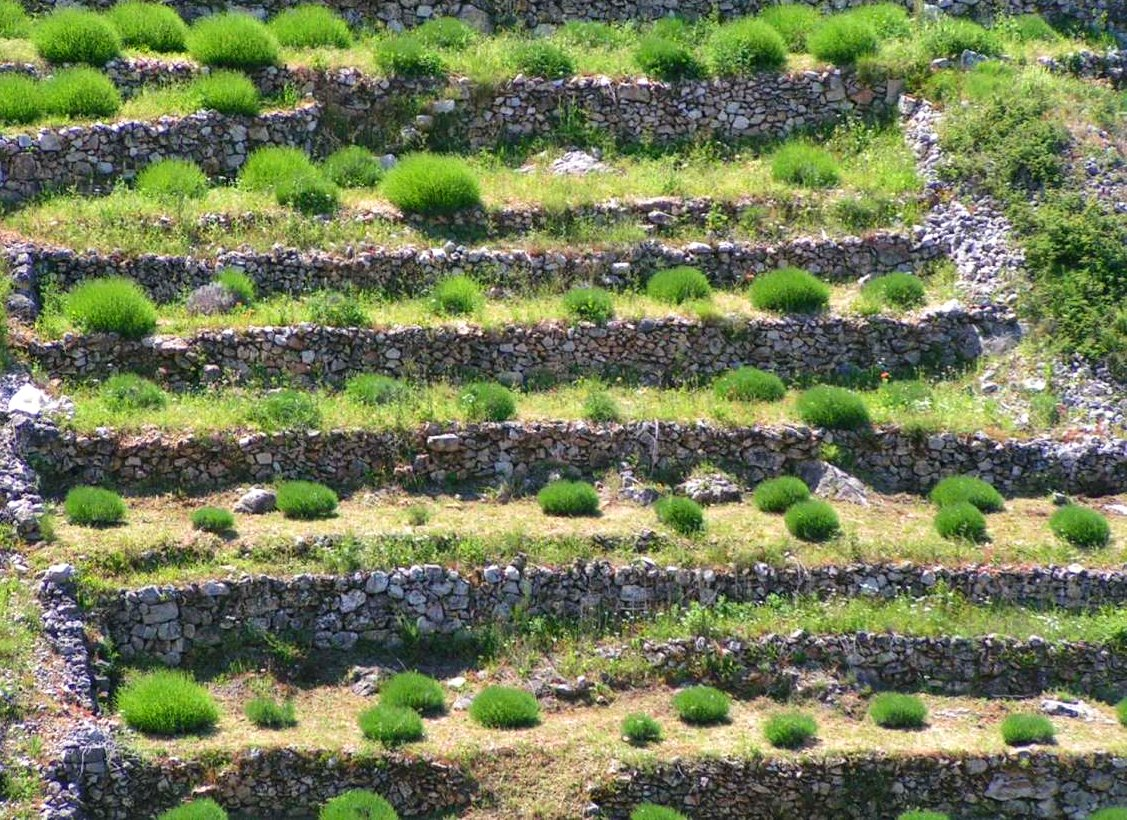
Campi di lavanda sull'isola di Lesina
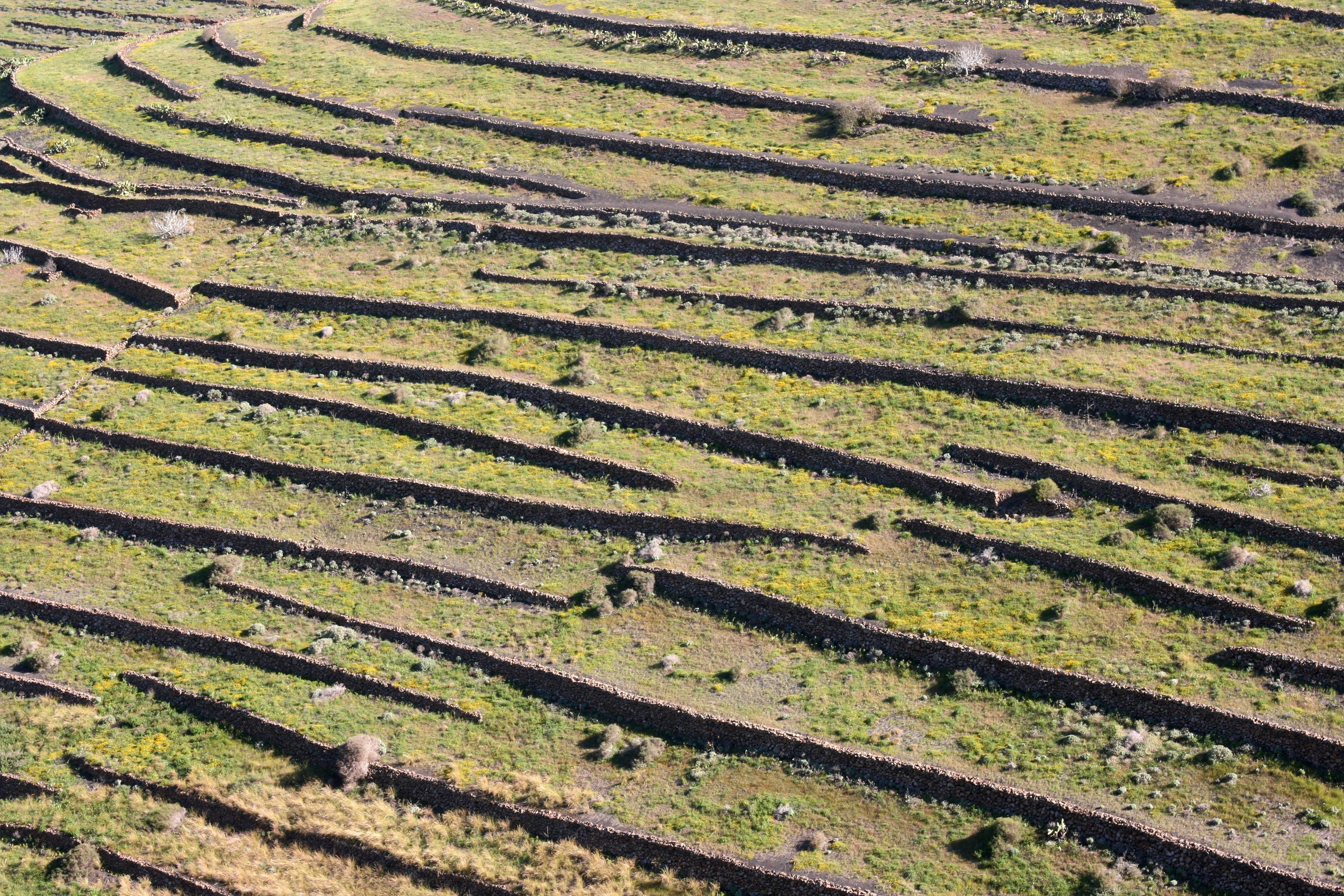
Terrazzamenti a Lanzarote in Spagna
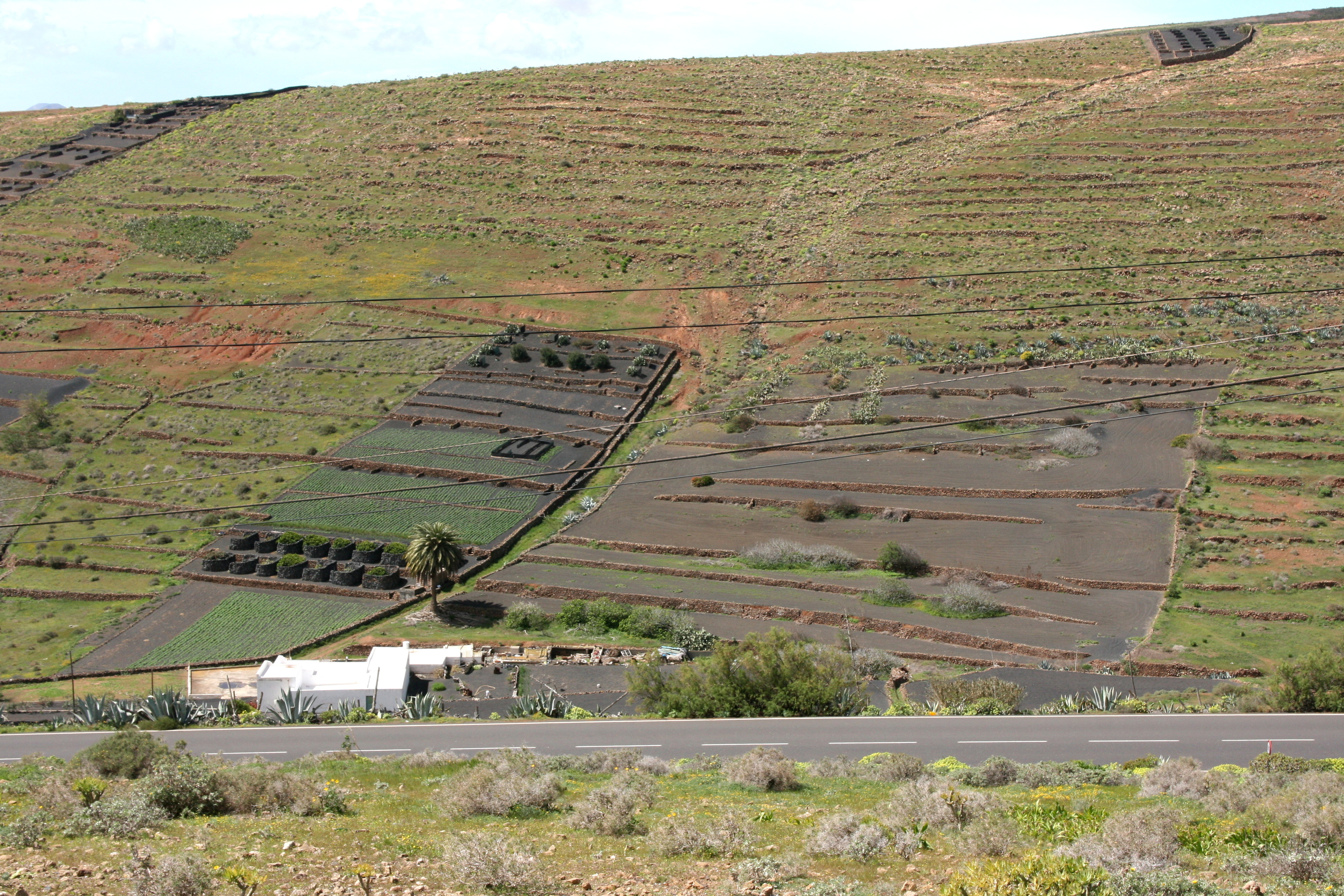
Terrazzamenti a Lanzarote
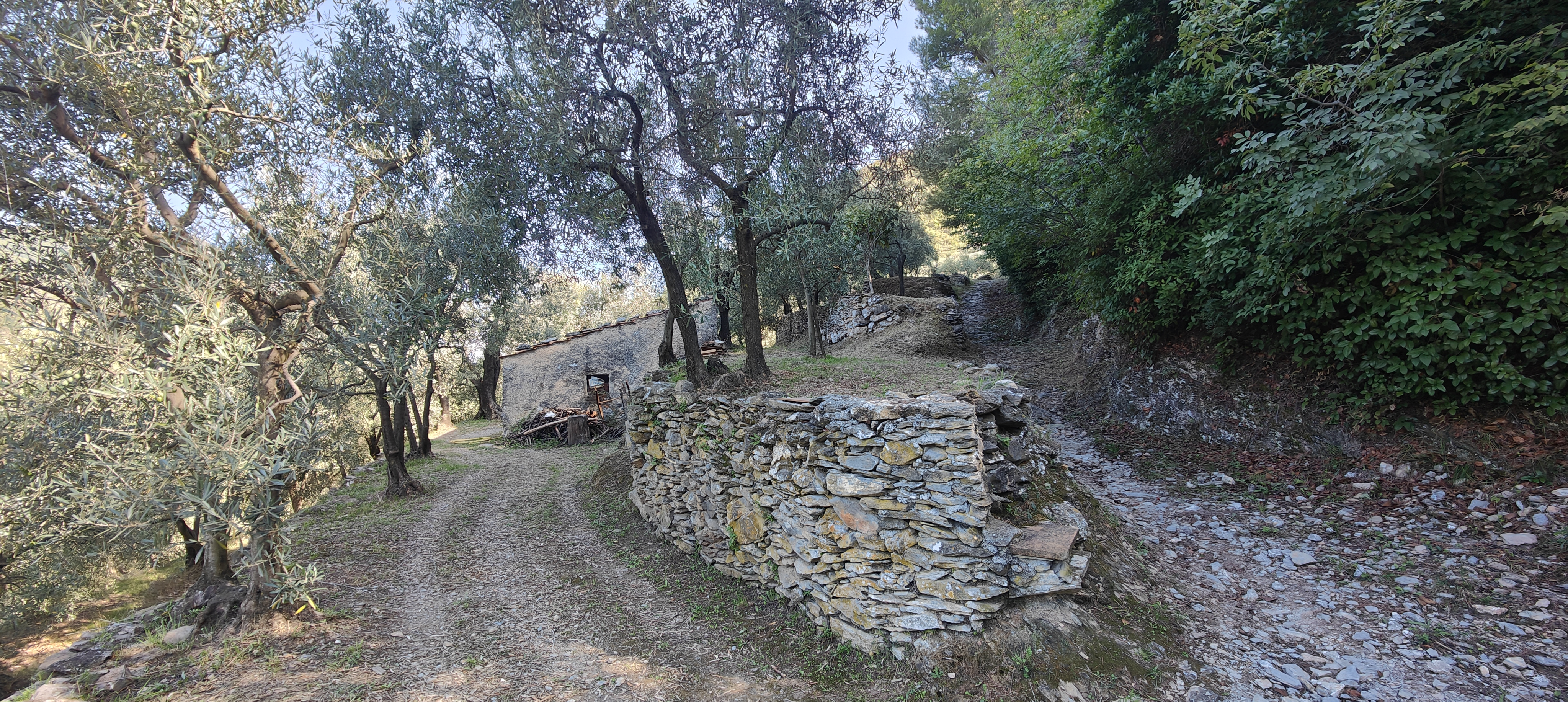
Terrazzamenti e uliveti delimitati da muro a secco in Liguria, alture di Cisano sul Neva